# Symphoromyia limata
Symphoromyia limata är en tvåvingeart som beskrevs av Daniel William Coquillett 1894. Symphoromyia limata ingår i släktet Symphoromyia och familjen snäppflugor.
Artens utbredningsområde är Kalifornien. Inga underarter finns listade i Catalogue of Life.